# Teorema de Cauchy-Hadamard
En matemática, el Teorema de Cauchy-Hadamard, llamado así por los matemáticos franceses Augustin Louis Cauchy y Jacques Hadamard, estableciendo el radio de convergencia de una serie de potencias que aproxima una función en torno de un punto a.

## Historia
Fue publicado por primera vez en 1821 por Augustin Louis Cauchy, pero pasó relativamente desapercibido hasta que Jacques Hadamard lo redescubrió. La primera publicación de Hadamard sobre este resultado fue realizada en 1888; También fue incluida como parte de su tesis doctoral de 1892.

## Enunciado
Considérese la serie de potencias formal de una variable compleja z de la forma 
{\displaystyle f(z)=\sum _{n=0}^{\infty }c_{n}(z-a)^{n}}
donde {\displaystyle a,c_{n}\in \mathbb {C} .}
Entonces el radio de convergencia de ƒ en el punto a estará dado por
{\displaystyle {\frac {1}{R}}=\limsup _{n\to \infty }{\big (}|c_{n}|^{1/n}{\big )}}
donde lim sup denota el límite superior, el límite cuando n tiende a infinito del supremo de una sucesión de valores después de la n-ésima posición. Si la secuencia de valores no está acotada, de manera que lim sup sea ∞, entonces la serie de potencias no convergerá cerca de a, mientras que si el lim sup es 0 entonces el radio de convergencia será ∞, lo cual significa que la serie de potencias converge en todo el plano complejo.

### Demostración
Sin pérdida de generalidad supondremos que {\displaystyle a=0}. En primer lugar demostraremos que la serie de potencias {\displaystyle \sum c_{n}z^{n}} converge para {\displaystyle |z|<R}, y en segundo que ésta diverge para {\displaystyle |z|>R}.
Supongamos que {\displaystyle |z|<R}.  Sea {\displaystyle t=1/R} distinto de cero o infinito. Para todo {\displaystyle \epsilon >0}, existe sólo un número finito de {\displaystyle n} tales que {\displaystyle {\sqrt[{n}]{|c_{n}|}}\geq t+\epsilon }. Ahora, {\displaystyle |c_{n}|\leq (t+\epsilon )^{n}}, así que la serie {\displaystyle \sum c_{n}z^{n}} converge si {\displaystyle |z|<1/(t+\epsilon )}. Esto demuestra la primera parte.
Sea ahora {\displaystyle |z|>R}. Tomando {\displaystyle |c_{n}|\geq (t-\epsilon )^{n}}, vemos que la serie no puede converger dado que su n-ésimo término no tiende a 0.